# Paul Bourgeois
Paul Bourgeois, nome completo Paul-Eugène-Edouard Bourgeois (Bruxelles, 13 febbraio 1898 – Uccle, 11 maggio 1974), è stato un astronomo belga.

## Biografia
Fu professore all'Université libre de Bruxelles e direttore dell'Osservatorio Reale del Belgio.
Il Minor Planet Center gli accredita la scoperta dell'asteroide 1547 Nele effettuata il 12 febbraio 1929.

## Citazioni e omaggi
- Gli è stato dedicato l'asteroide 1543 Bourgeois.[2][3]